# Kertzfeld
Kertzfeld település Franciaországban, Bas-Rhin megyében. Lakosainak száma 1222 fő (2022. január 1.). Kertzfeld Benfeld, Huttenheim, Sand, Stotzheim, Westhouse és Zellwiller községekkel határos.

## Népesség
A település népességének változása:
| Lakosok száma | 1263 | 1250 | 1258 | 1221 | 1207 | 1203 | 1197 | 1190 | 1222 |
|               | 2013 | 2015 | 2016 | 2017 | 2018 | 2019 | 2020 | 2021 | 2022 |